# Florence Lee
Florence Lee (Jamaica, 12 marzo 1888 – Hollywood, 1º settembre 1962) è stata un'attrice statunitense.

## Biografia
Nata a Jamaica, nel Vermont, morì a Hollywood, in California, all'età di 74 anni. Attrice americana dell'epoca del muto, apparsa in 22 film tra il 1921 e il 1929, è stata sposata con l'attore, regista e scrittore canadese-americano Dell Henderson e recitò in molti film da lui diretti.

## Filmografia parziale
- The Boob and the Baker (1915)
- Divorcon (1915)
- The Rejuvenation of Aunt Mary, regia di Edward Dillon (1916)
- Circus Lure, regia di Frank S. Mattison (1924)
- The Way of a Man, regia di George B. Seitz (1924)
- Here Comes Charlie, regia di Norman Taurog (1926)
- The Outlaw Breaker, regia di Jacques Jaccard (1926)